# Francis Quarles

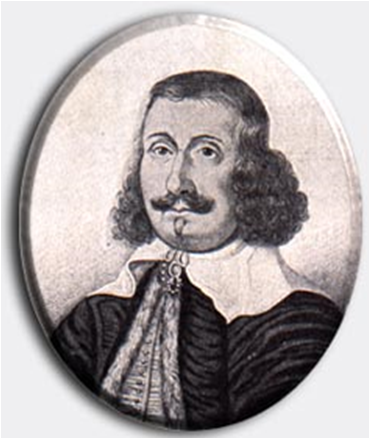
Francis Quarles

Francis Quarles (8 de mayo de 1592-8 de septiembre de 1644) fue un poeta inglés famoso por su libro de emblemas llamado propiamente Emblemas.

## Biografía
Francis nació en Romford, Essex (ahora Municipio de Havering) y allí mismo fue bautizado el 8 de mayo de 1592. Sus ancestros se remontan a una familia asentada en Inglaterra antes de la conquista normanda con una larga historia al servicio de la realeza. Su bisabuelo, George Quarles, fue Auditor de Enrique VIII y su padre, James Quarles, sostuvo distintos puestos bajo Isabel I y Jacobo I por lo cual fue recompensado con una propiedad llamada Stewards in Romford. Su madre, Joan Dalton, fue hija y heredera de Eldred Dalton de Mores Place, Hadham. Hubo ocho niños [cita requerida] en la familia: el mayor, Sir Robert Quarles, fue ordenado caballero por Jacobo I en 1608 y otro de los hermanos, John Quarles también se dedicó a la poesía.
Francis ingresó al Christ's College de Cambridge en 1608 y luego, de éste al Lincoln's Inn. Fue nombrado copero de la princesa Isabel en 1613 permaneciendo aquí algunos años; luego fue nombrado secretario de James Ussher, primado de Irlanda.
Alrededor de 1633 volvió a Inglaterra, pasando los dos años siguientes en la preparación de sus "Emblemas" (Emblems). En 1639 fue nombrado cronólogo de la ciudad, puesto en el que Ben Jonson y Thomas Middleton lo habían precedido. Al estallido de la revolución inglesa optó por el bando de los realistas, dibujando tres panfletos en 1644 apoyando la causa del rey. Se dice que su casa fue allanada y sus escritos destruidos por los parlamentarios debido a aquellas publicaciones.

## Obra
Quarles contrajo matrimonio con Ursula Woodgate en 1618, con la cual tuvo dieciocho hijos. Su hijo, John Quarles (1624-1665), se exilió en Flandes debido a su simpatía con los Realistas y además fue el autor de Fons Lachrymarum (1648) y otros poemas. Los descendientes de Quarles, Charles Henry Langston y John Mercer Langston fueron abolicionistas estadounidenses que presionaron para obtener mayores libertades y el derecho a sufragio entre los afroamericanos durante el siglo XIX.  El nieto de Charles Henry Langston (descendiente de Quarles), Langston Hughes, fue un autor y poeta celebrado durante el renacimiento de Harlem.
El trabajo por el cual Quarles es mayormente conocido, los "Emblemas", fue publicado originalmente en 1635, con grotescas ilustraciones grabadas por William Marshall y otros. Los 45 impresiones de los últimos tres libros fueron tomadas prestadas de diseños hechos por Boëtius à Bolswert para el Pia Desideria (Amberes, 1624) de Herman Hugo. Cada "emblema" consistía de una paráfrasis de un pasaje de la Escritura, expresada mediante un lenguaje metafórico y adornado, seguido de pasajes de los Padres de la iglesia cristiana y concluyendo, con un epigrama de cuatro líneas.
Los "Emblemas" fueron muy populares entre la gente común, pero los críticos del siglo XVII y XVIII no tuvieron piedad de Quarles. Sir John Suckling en sus "Sesiones de los poetas" (Sessions of the Poets) se refiere irrespetuosamente a Quarles porque "hace hablar a Dios tan arrogantemente en su poesía." Alexander Pope en la "Dunciada" (Dunciad) habla acerca de los emblemas, "donde los grabados de la página lo redimen Y Quarles es salvado por bellezas que no le pertenecen".

## Obras
- A Feast for Wormes. Set forth in a Poeme of the History of Jonah (1620); Hadassa; or the History of Queene Ester (1621)
- Job Militant, with Meditations Divine and Moral (1624)
- Sions Elegies, wept by Jeremie the Prophet (1624)
- Sions Sonets sung by Solomon the King (1624)
- The Historic of Samson (1631)
- Alphabet of Elegies upon ... Dr Aylmer (1625)
- Argalus and Parthenia (1629)
- Cuatro libros de Divine Fancies digested into Epigrams, Meditations and Observations (1632)
- Alphabet of Elegies as Divine Poems (1633)
- Hieroglyphikes of the Life of Man (1638)
- Memorials Upon the Death of Sir Robert Quarles, Knight (1639)
- Enchyridion, containing Institutions Divine and Moral (1640–41)
- Observations concerning Princes and States upon Peace and Warre (1642)
- Boanerges and Barnabas--Wine and Oyle for ... afflicted Soules (1644–46)
- Tres tratados realistas violentos (1644), The Loyal Convert, The Whipper Whipt, y The New Distemper, republicados en un solo volumen en 1645 bajo el título de The Profest Royalist
- Su discusión con el  Times, y algunas elegías.
- Solomon's Recantation ... (1645)
- The Shepheards' Oracles (1646)
- Una segunda parte de Boanerges y Barnabas (1646)
- un pliego suelto A Direfull Anathema against Peace-haters (1647)
- The Virgin Widow (1649).

En 1857, apareció una edición de los "Emblemas" con ilustraciones de C. H. Bennet y W. A. Rogers, reproducidas luego en la edición completa de Chertsey Worthies Library por Alexander Balloch Grosart (1874), que incluye una memoria introductoria y una valoración de Quarles como poeta.[cita requerida]